# Couesius plumbeus
Couesius plumbeus és una espècie de peix cipriniforme de la família dels ciprínids.

## Morfologia
- Els mascles poden assolir 23 cm de longitud total.
- Nombre de vèrtebres: 39-44.[3][4]

## Alimentació
Menja zooplàncton, algues, peixets i insectes terrestres i aquàtics.

## Depredadors
Al Canadà és depredat per Esox lucius, Lota lota i Salvelinus namaycush.

## Hàbitat
És un peix d'aigua dolça i de clima temperat (4 °C-25 °C).

## Distribució geogràfica
Es troba a Nord-amèrica.

## Observacions
Produeix híbrids amb Rhinichthys cataractae al llac Superior.